# پائولو آتوئوری
پائولو آتوئوری (پرتغالی: Paulo Autuori؛ زادهٔ ۲۵ اوت ۱۹۵۶) یک مربی فوتبال اهل برزیل است.
از باشگاه‌هایی که در آن بازی کرده‌است می‌توان به باشگاه فوتبال سرزو اوساکا اشاره کرد.